# Сорогинская
Сорогинская — деревня в Вожегодском районе Вологодской области.
Входит в состав Явенгского сельского поселения, с точки зрения административно-территориального деления — в Явенгский сельсовет.
Расстояние до районного центра Вожеги по автодороге — 20 км, до центра муниципального образования Базы по прямой — 1,8 км. Ближайшие населённые пункты — База, Новая, Покровское, Пожарище, Пролетарский, Митинская, Щепинская.
По переписи 2002 года население — 64 человека (32 мужчины, 32 женщины). Всё население — русские.